# Premier League de Escocia 2001-02
La temporada 2001-02 fue la 105.ª edición del Campeonato escocés de fútbol y la 4.ª edición como Premier League de Escocia, la división más importante del fútbol escocés. La competencia comenzó el 27 de julio de 2001 y concluyó con la conquista del Celtic Glasgow de su 38.º título de liga.

## Tabla de posiciones
| Pos | Equipo               | PJ | PG | PE | PP | GF | GC | GA  | Pts |
| --- | -------------------- | -- | -- | -- | -- | -- | -- | --- | --- |
| 1.  | Celtic Glasgow       | 38 | 33 | 4  | 1  | 94 | 18 | +76 | 103 |
| 2.  | Rangers              | 38 | 25 | 10 | 3  | 82 | 27 | +55 | 85  |
| 3.  | Livingston (A)       | 38 | 16 | 10 | 12 | 50 | 47 | +3  | 58  |
| 4.  | Aberdeen             | 38 | 16 | 7  | 15 | 51 | 49 | +2  | 55  |
| 5.  | Heart of Midlothian  | 38 | 14 | 6  | 18 | 52 | 57 | -5  | 48  |
| 6.  | Dunfermline Athletic | 38 | 12 | 9  | 17 | 41 | 64 | -23 | 45  |
|     |                      |    |    |    |    |    |    |     |     |
| 7.  | Kilmarnock           | 38 | 13 | 10 | 15 | 44 | 54 | -10 | 49  |
| 8.  | Dundee United        | 38 | 12 | 10 | 16 | 38 | 59 | -21 | 46  |
| 9.  | Dundee FC            | 38 | 12 | 8  | 18 | 41 | 55 | -14 | 44  |
| 10. | Hibernian            | 38 | 10 | 11 | 17 | 51 | 56 | -5  | 41  |
| 11. | Motherwell           | 38 | 11 | 7  | 20 | 49 | 69 | -20 | 40  |
| 12. | St Johnstone         | 38 | 5  | 6  | 27 | 24 | 62 | -38 | 21  |

 PJ = Partidos jugados; PG = Partidos ganados; PE = Partidos empatados; PP = Partidos perdidos;
GF = Goles anotados; GC = Goles recibidos; DG = Diferencia de gol; PTS = Puntos
- (A) : Ascendido la temporada anterior.

|  | Clasificado a Liga de Campeones de la UEFA 2002-03. |
|  | Clasificado a Copa de la UEFA 2002-03.              |
|  | Desciende a Primera División de Escocia.            |

## Máximos Goleadores
| Posc. | Jugador         | Club                | Goles |
| ----- | --------------- | ------------------- | ----- |
| 1     | Henrik Larsson  | Celtic              | 29    |
| 2     | John Hartson    | Celtic              | 19    |
| 3     | Tore André Flo  | Rangers             | 18    |
| 4     | Robbie Winters  | Aberdeen            | 13    |
| 5     | Juan Sara       | Dundee FC           | 11    |
| 5     | Shota Arveladze | Rangers             | 11    |
| 7     | Stuart Elliott  | Motherwell          | 10    |
| 7     | James McFadden  | Motherwell          | 10    |
| 9     | Garry O'Connor  | Hibernian           | 9     |
| 9     | Kevin McKenna   | Heart of Midlothian | 9     |

Fuente: SPL official website

## Primera División - First Division
La Primera División 2001-02 fue ganada por el Partick Thistle FC, que asciende a la Premier League. El Raith Rovers FC es relegado a la Segunda División.
| Pos | Equipo          | PJ | PG | PE | PP | GF | GC | GA  | Pts |
| --- | --------------- | -- | -- | -- | -- | -- | -- | --- | --- |
| 1.  | Partick Thistle | 36 | 19 | 9  | 8  | 61 | 38 | 23  | 66  |
| 2.  | Airdrieonians   | 36 | 15 | 11 | 10 | 59 | 40 | 19  | 56  |
| 3.  | Ayr United      | 36 | 13 | 13 | 10 | 53 | 44 | 9   | 52  |
| 4.  | Ross County     | 36 | 14 | 10 | 12 | 51 | 43 | 8   | 52  |
| 5.  | Clyde FC        | 36 | 13 | 10 | 13 | 51 | 56 | -5  | 49  |
| 6.  | Inverness CT    | 36 | 13 | 9  | 14 | 60 | 51 | 9   | 48  |
| 7.  | Arbroath        | 36 | 14 | 6  | 16 | 42 | 59 | -17 | 48  |
| 8.  | Saint Mirren    | 36 | 11 | 12 | 13 | 43 | 53 | -10 | 45  |
| 9.  | Falkirk         | 36 | 10 | 9  | 17 | 49 | 73 | -24 | 45  |
| 10. | Raith Rovers    | 36 | 8  | 11 | 17 | 50 | 62 | -12 | 35  |